# Chiesa della Beata Vergine della Neve (Arco, Italia)
La chiesa della Beata Vergine della Neve, anche conosciuta come chiesa di Santa Maria di Reggio, è una chiesa conventuale di Arco nella Valle del Sarca in Trentino. Appartiene alla parrocchia di Santa Maria Assunta  e rientra nella zona pastorale di Riva e Ledro dell'arcidiocesi di Trento. Risale al XVII secolo.

## Storia

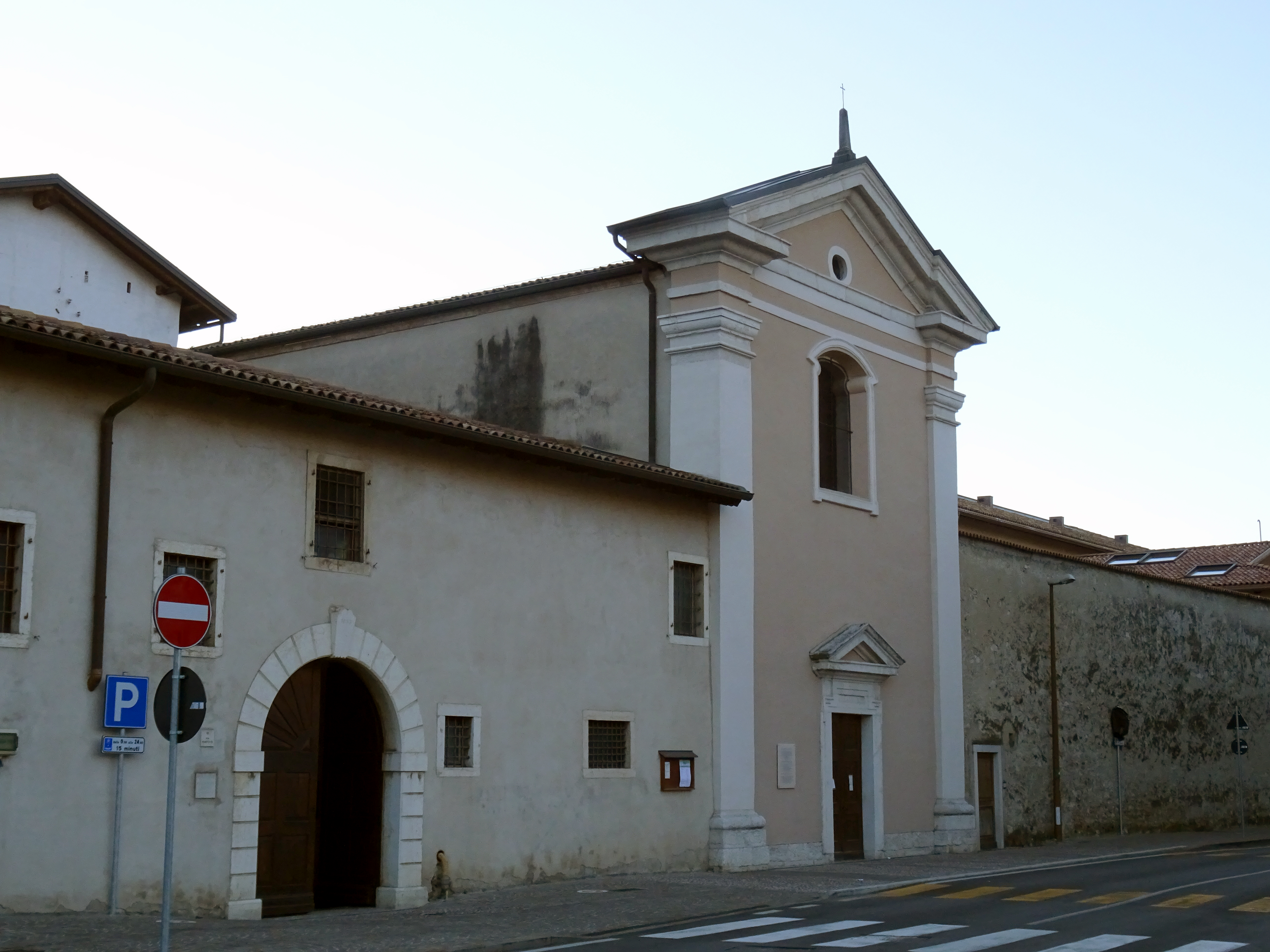
Vista laterale

Una prima citazione relativa alla presenza di una edicola dedicata alla Madonna ad Arco sono in documenti visitali del 1613. 
Tale piccola costruzione era stata innalzata su un terreno privato ed aveva un'immagine della Madonna della Ghiara, copia di un dipinto di Giovanni Bianchi, detto Bertone, che si trovava a Reggio Emilia.
Tra il 1621 ed il 1636 su questo sito fu edificata la chiesa. L'inizio della costruzione venne benedetta da Andrea Tomei, arciprete di Arco, già nel 1625 vi fu celebrata una prima messa e i lavori proseguirono poi sino al suo completamento.
Verso la fine del XVII secolo una monaca del monastero dei Servi di Burano, Arcangela Biondini, fu autorizzata dall'imperatore Leopoldo I d'Asburgo a far costruire un convento delle Serve di Maria e come luogo adatto, in accordo con le indicazioni del principe vescovo Francesco Alberti Poja, venne scelto quello accanto alla chiesa già presente.
La costruzione procedette in modo veloce e nel 1689 la Biondini, reverenda madre del nuovo convento, vi si poté trasferire con sette consorelle.
Oltre un secolo dopo, nel 1811, per decreto napoleonico, il convento subì il destino di altri luoghi religiosi e venne soppresso. Le monache dovettero trasferirsi, arrivando anche a Rovereto, ospiti delle locali Dame Inglesi. Finita l'epoca napoleonica il monastero fu riaperto, e le monache poterono farvi ritorno, nel 1818.

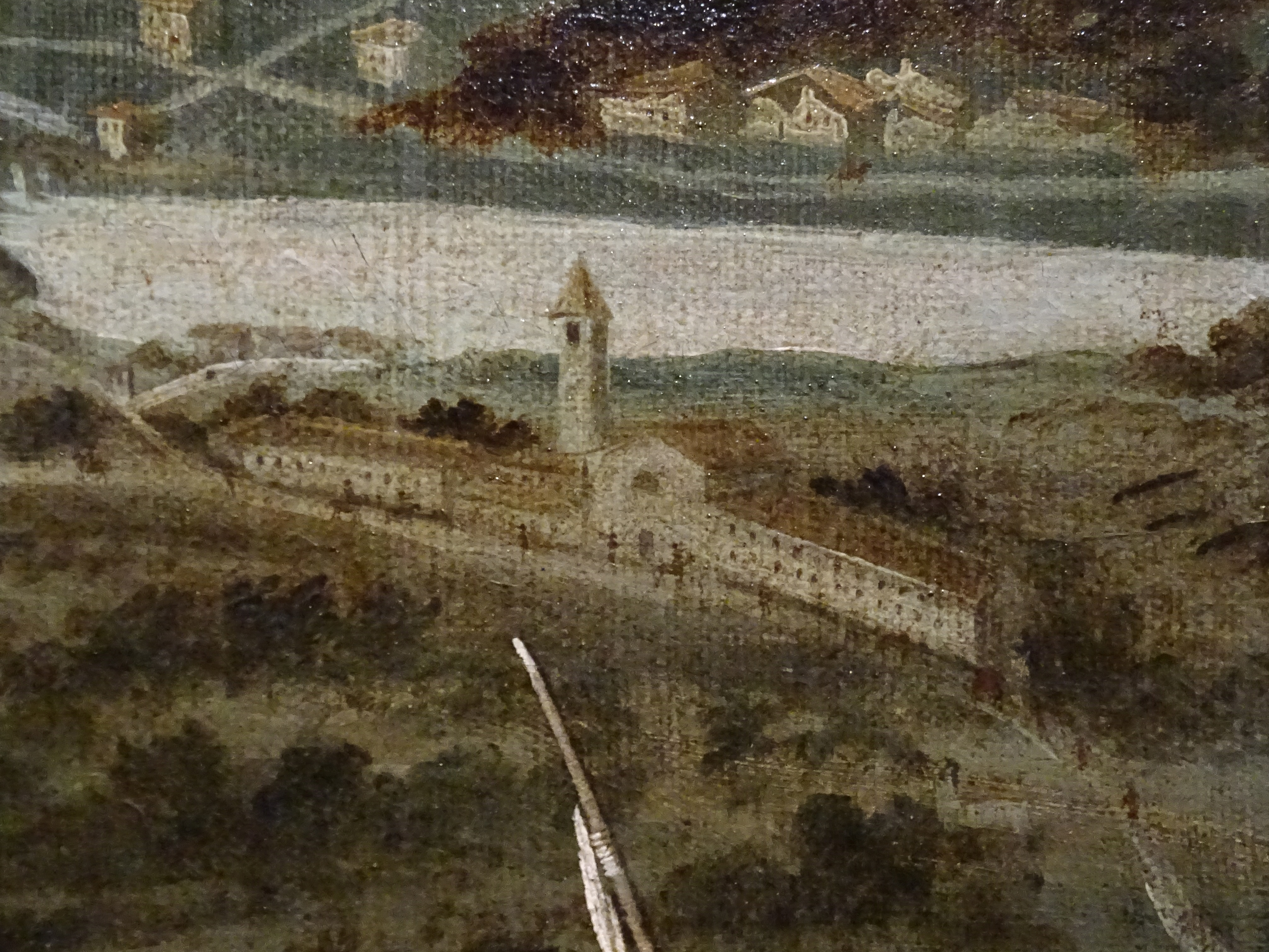
La chiesa e l'annesso convento come appaiono nel dipinto di inizio settecento La partenza delle truppe del generale Vendôme

Nel 1840 il complesso è stato oggetto di restaurato.
Tra il 1965 ed il 1975 il presbiterio è stato adeguato alle direttive liturgiche.

## Descrizione

### Esterni
La chiesa si trova nella parte bassa dell'abitato di Arco e presenta un orientamento verso nord ovest. Il prospetto principale neoclassico è racchiuso da lesene doriche e culmina nel grande frontone triangolare. Il portale è architravato.

### Interni
La navata interna è unica e il presbiterio è leggermente rialzato. La decorazione ad affresco è opera di Domenico Udine e risale al 1840 circa. Nella parete in fondo al presbiterio è conservata l'immagine seicentesca raffigurante la Madonna della Ghiara.